# Velika Kamenica
Velika Kamenica (kyrillisch: Велика Каменица) ist ein Dorf in der Opština Kladovo und im Bezirk Bor im Osten Serbiens.

## Einwohner
Die Volkszählung 2002 (Eigennennung) ergab, dass 757 Personen im Dorf leben.
Weitere Volkszählungen:
- 1948: 1549
- 1953: 1800
- 1961: 1764
- 1971: 1730
- 1981: 1689
- 1991: 1393